# Owl House

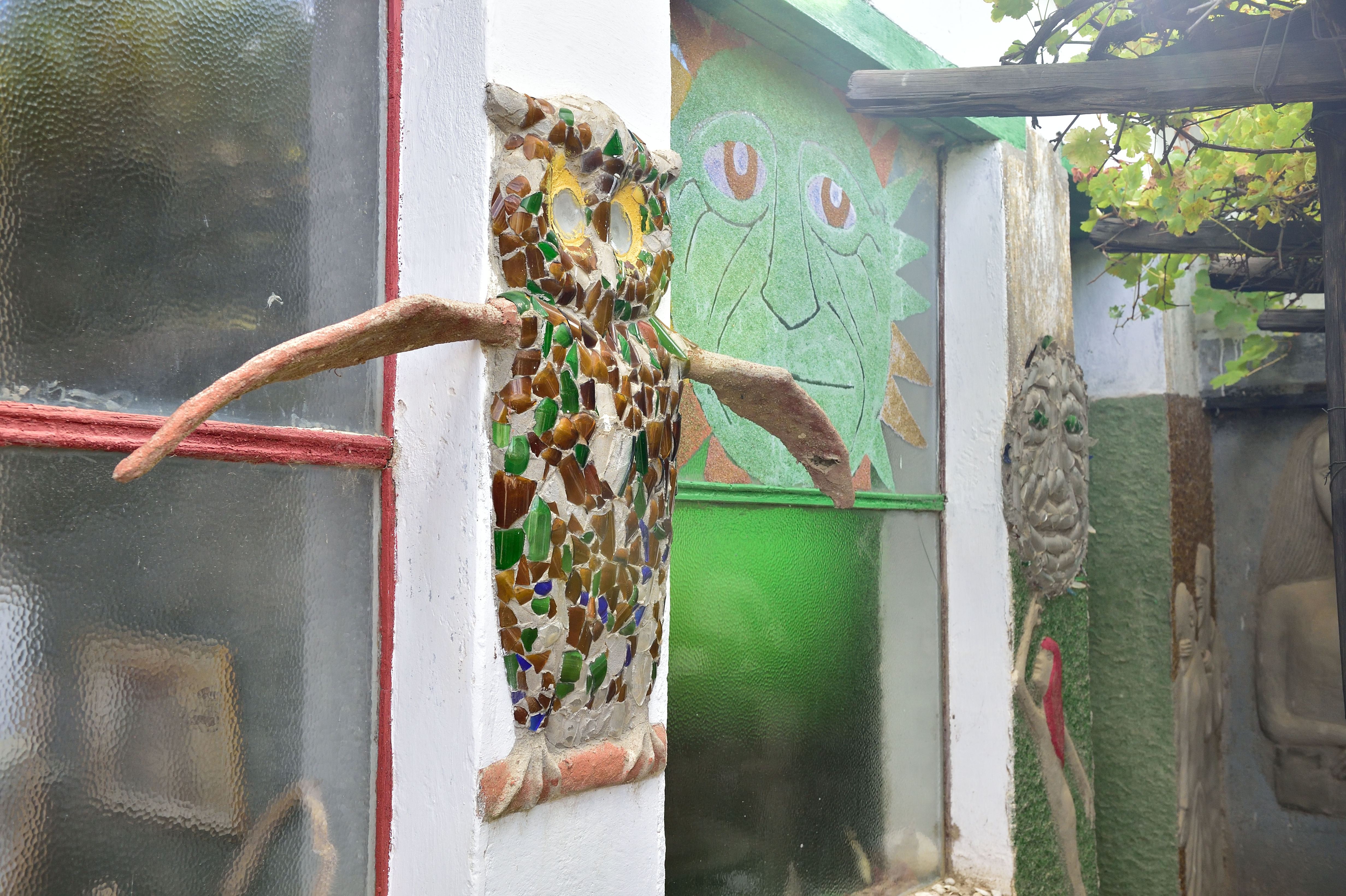
Eule an der Außenfassade

Das Owl House in Nieu-Bethesda, Provinz Ostkap, Südafrika ist das ehemalige Wohnhaus von Helen Elizabeth Martins (* 23. Dezember 1897 in Nieu-Bethesda; † 8. August 1976 in Graaff-Reinet). Sie erlangte in Südafrika große Bekanntheit als Künstlerin der Art brut. Sie gestaltete das Haus und dessen Umgebung zu einem Gesamtkunstwerk, das mehr als 300 ihrer Statuen beherbergt, darunter Eulen, Kamele, Pyramiden, Pfauen und Menschen. Heute ist es ein Museum.

## Helen Martins
Helen Elizabeth Martins wurde Ende 1897 in Nieu-Bethesda geboren. Sie war das jüngste von zehn Kindern, von denen vier in der Kindheit starben. Ihre Eltern waren Pieter Jakobus Martins und Hester Catharina Cornelia van der Merwe. Sie betrieben einen Kleinbauernhof und belieferten das Dorf mit Milch. Helen besuchte die örtliche Schule und erwarb 1918 ein Lehrdiplom am Lehrerseminar in Graaf-Reinet. In den folgenden zwei Jahren unterrichtete sie in Wakkerstroom und heiratete am 7. Januar 1920 ihren Kollegen Willem Johannes Pienaar. Die Ehe wurde nach zwei Jahren geschieden. Über die folgenden Jahre ist nichts Gesichertes bekannt. Vor ihrem 30. Geburtstag kehrte Helen in ihr Elternhaus zurück, um ihre kränkelnde Mutter zu pflegen. Nach deren Tod 1941 lebte sie zwar mit ihrem exzentrischen und fordernden Vater zusammen, ging aber ihrer eigenen Wege. 1945, als sie knapp 50 Jahre alt war, starb ihr Vater.

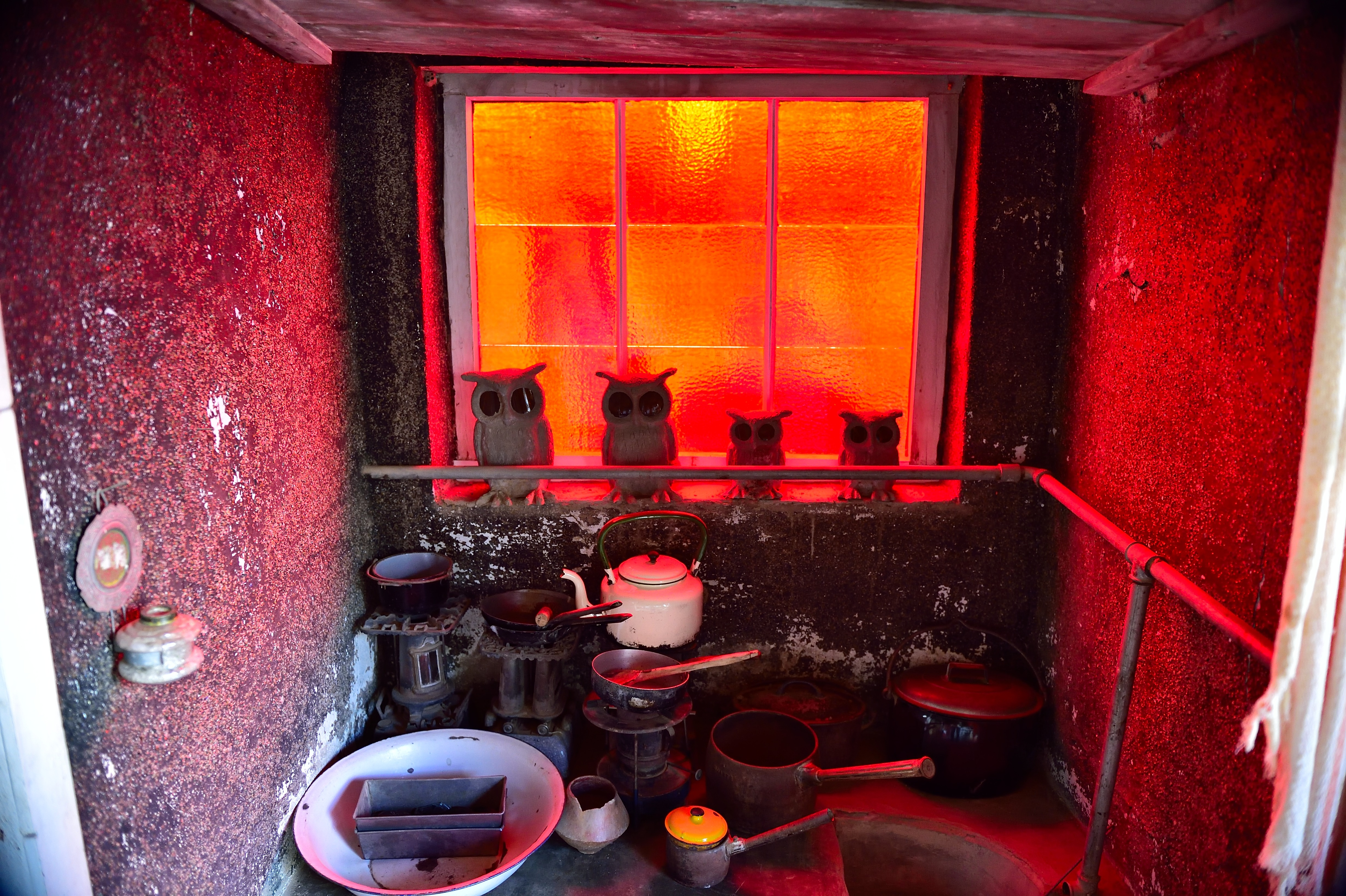
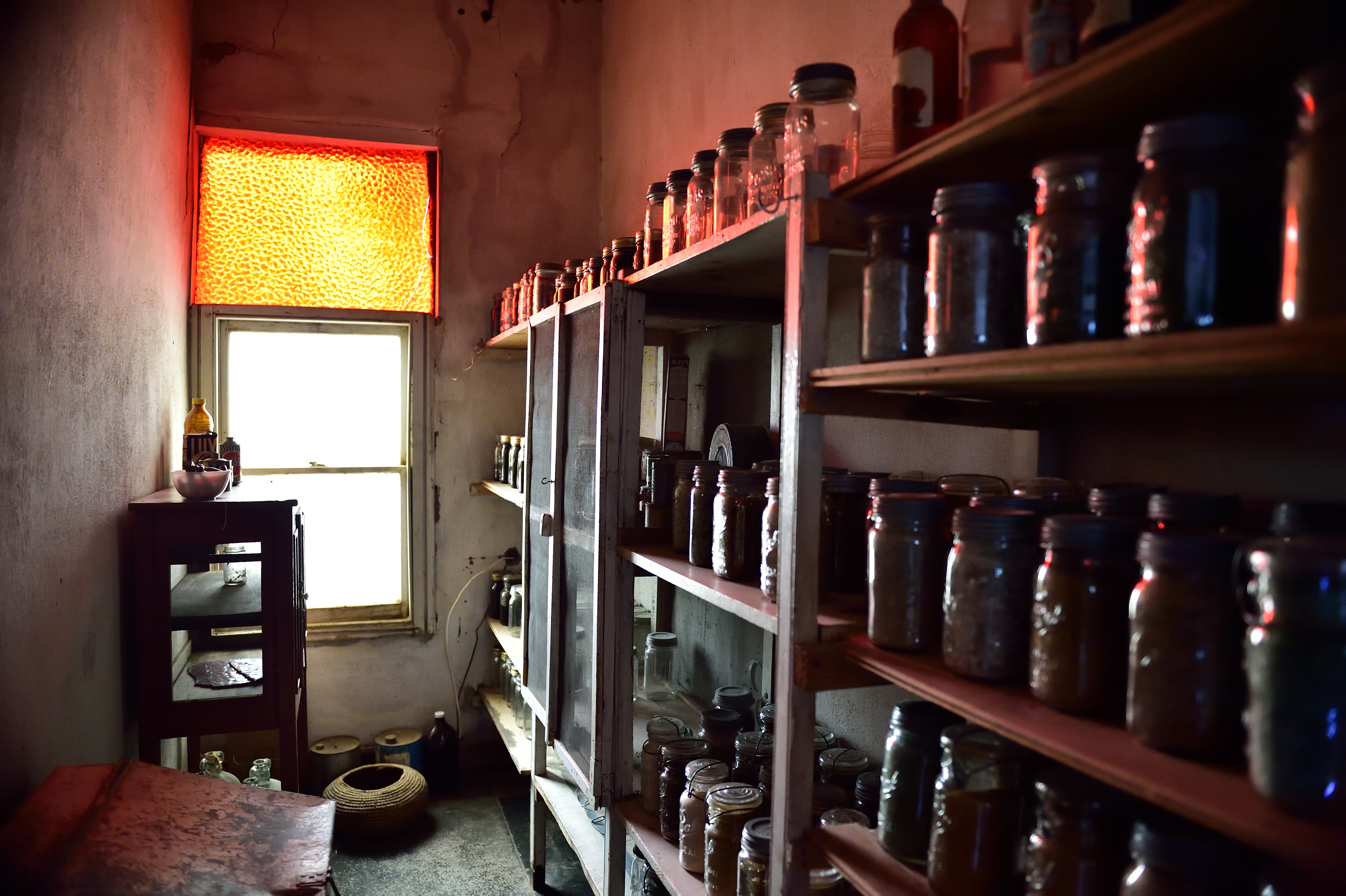

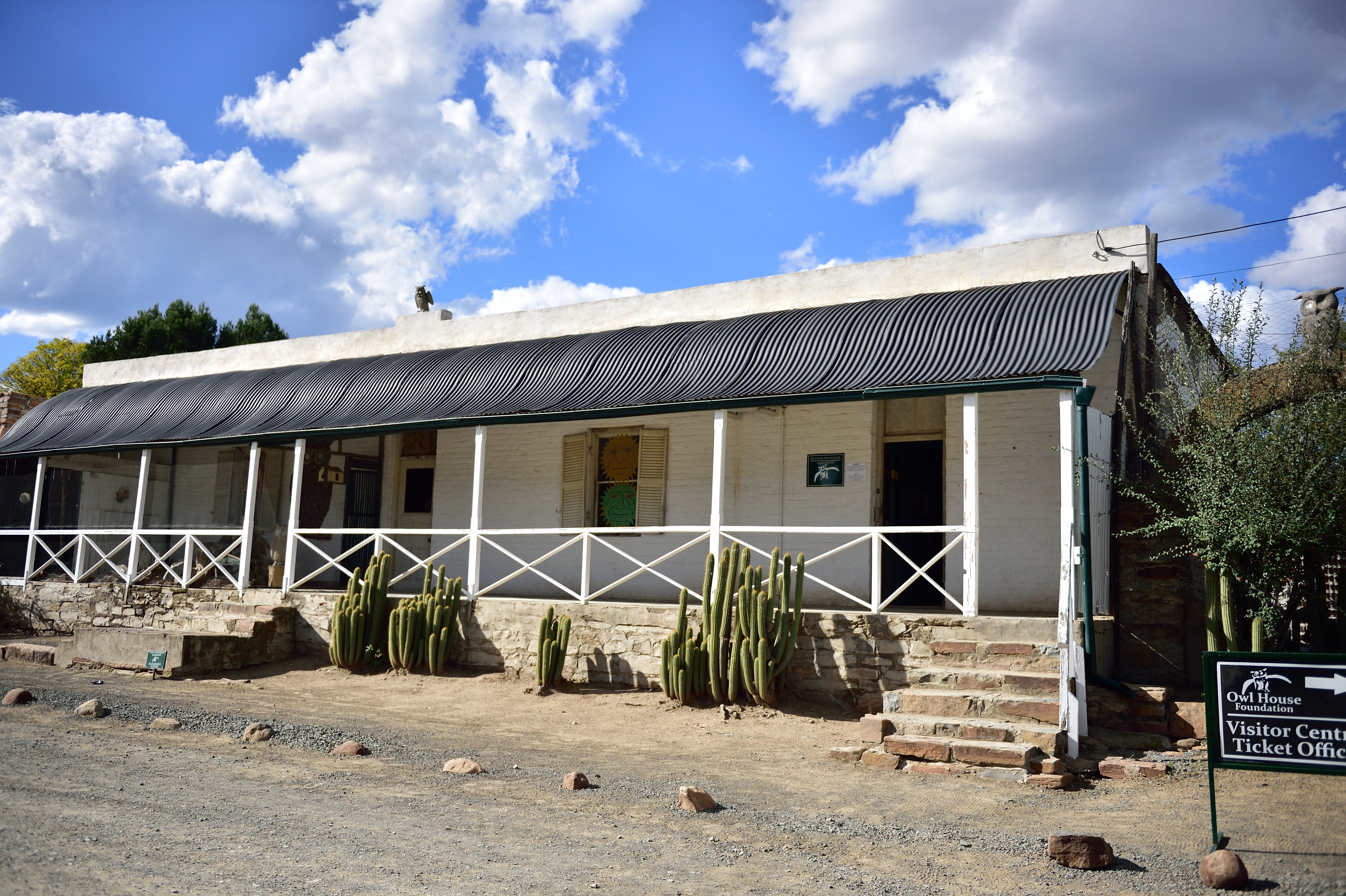
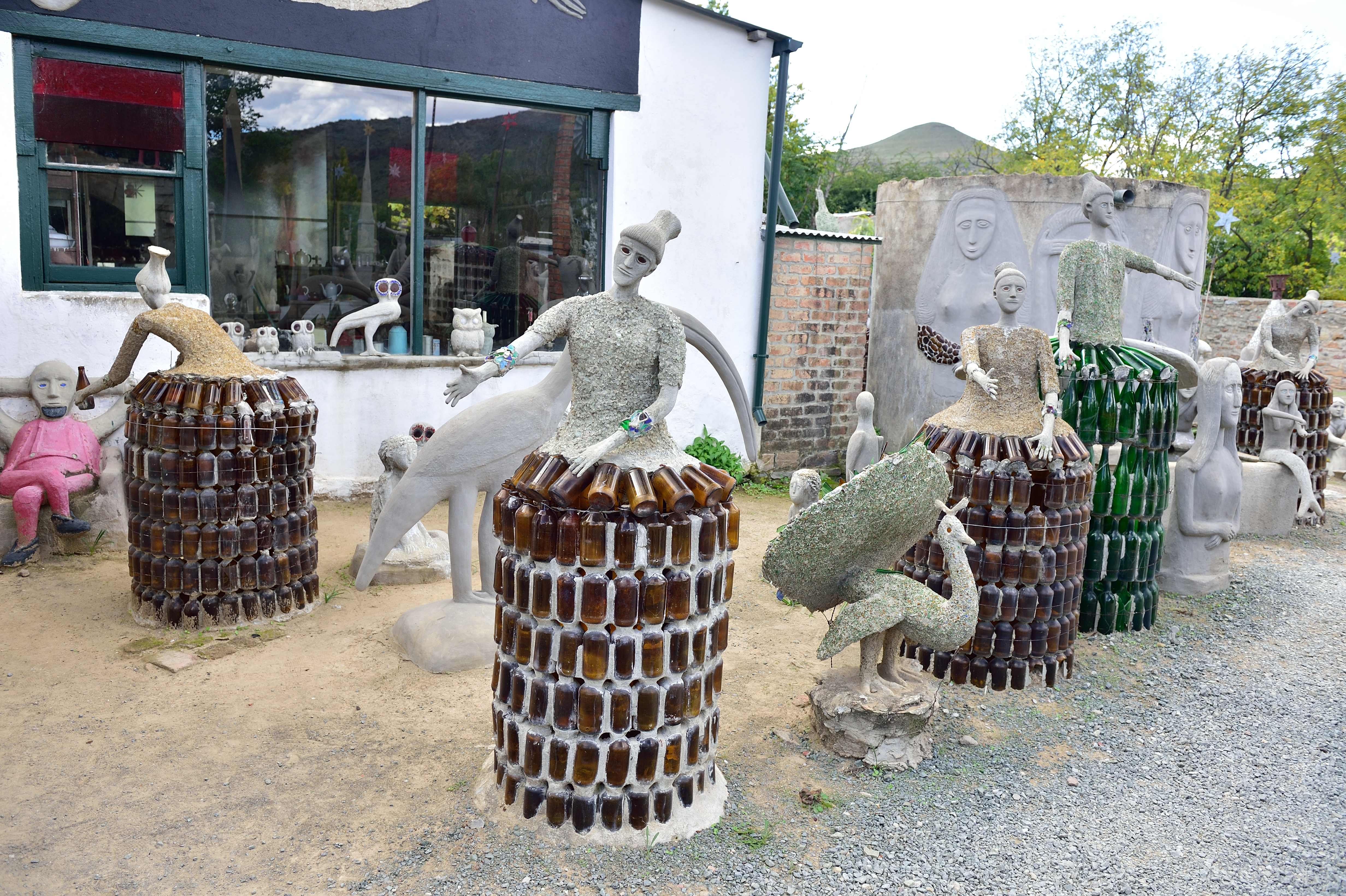

Auf sich allein gestellt und ungebunden, begann sie ihr ererbtes Haus umzugestalten. Fasziniert vom Thema „Licht“ fing sie an, mit reflektierendem farbigem Glas, Spiegeln und Lampen sowie kleinen Tonskulpturen das Innere nach ihren Vorstellungen zu verändern. Im Außenbereich folgten große Skulpturengruppen. Dieses Projekt bestimmte zunehmend ihr Leben und verbrauchte auch ihre spärlichen finanziellen Mittel, obwohl sie gebrauchte oder ausrangierte Dinge und Materialien wie etwa Glasflaschen verbaute. Dennoch musste sie Zement und Draht für den Bau ihrer Skulpturen, Farben und Klebstoffe für ihre Glasarbeiten und Sonderanfertigungen von Spiegeln kaufen. Der größte Kostenfaktor war aber das Gehalt der Hilfsarbeiter, die sie beschäftigte, um ihre Vorstellungen umzusetzen. Nur das mühsame Zerkleinern des Glases übernahm sie selbst.
Sie fühlte sich unverstanden, als Ziel von ungerechtfertigtem Klatsch und Tratsch der Nachbarschaft und zog sich im Laufe der Zeit immer mehr in ihre fantastische Welt zurück, von der Gemeinschaft gemieden und wegen ihrer Exzentrik abgelehnt. Im Alter von etwa 60 Jahren war sie kurzzeitig für drei Monate mit J. J. M. Niemand verheiratet, einem örtlichen Pensionär und Möbelrestaurator. Ab 1964 beschäftigte sie Koos Malgas, einen reisenden Schafscherer, der ihr beim Bau ihrer Zement- und Glasskulpturen half. Er wohnte die folgenden zwölf Jahre im Owl House und war bis zu ihrem Tod ihr einziger Freund und Begleiter. Obwohl sie zunehmend gesundheitliche Probleme hatte, unter Depressionen litt und von dem Glasstaub, dem sie sich jahrzehntelang ausgesetzt hatte, zu erblinden begann, arbeitete sie bis zu ihrem Tod. Im August 1976, im Alter von 78 Jahren, schluckte sie Natriumhydroxid und starb drei Tage später im Krankenhaus von Graaf-Reinet. Koos Malgas, der in Zusammenarbeit mit Martins die meisten der Skulpturen geschaffen hatte, zog zwei Jahre später nach Worcester, kehrte aber 1991 als Restaurator des Owl House zurück. Er starb im November 2000.

## Owl House
Nach Martins Tod begann das Haus zu verwahrlosen. Die „Friends of the Owl House“ setzten sich für die Instandhaltung ein, und die Stadtverwaltung von Nieu-Bethesda erwarb das Haus von Martins Neffen Herbert Martins. 1989 erhielt das Haus den vorläufigen Status als National Monument. Ab Januar 1991 wurde Koos Malgas mit der Restauration des „Camel Yards“ betraut. Die 1996 gegründete „Owl House Foundation“ übernahm die kulturelle und touristische Pflege. Das Haus ist als Museum der Öffentlichkeit zugänglich und eine überregionale Touristenattraktion.

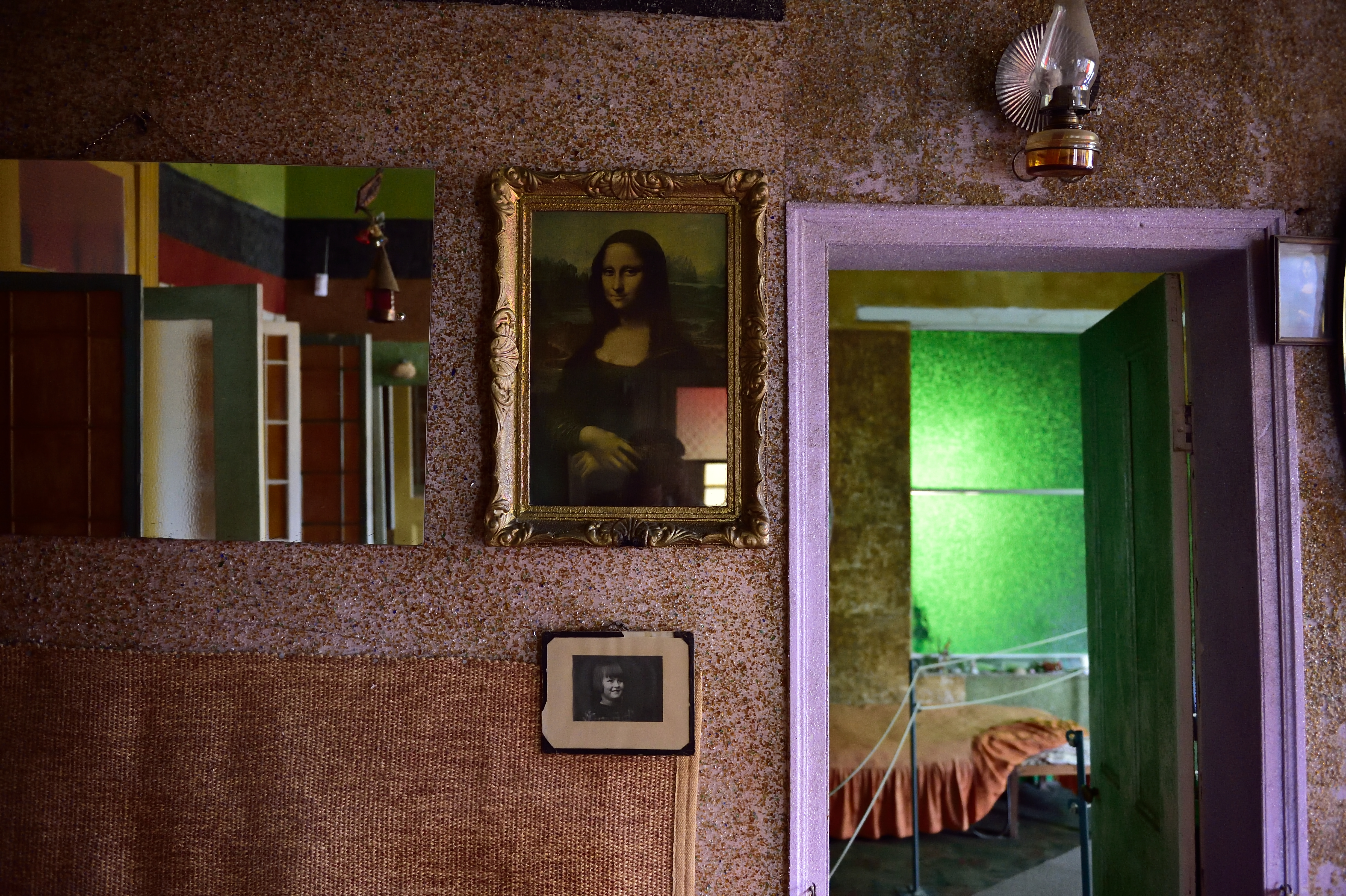
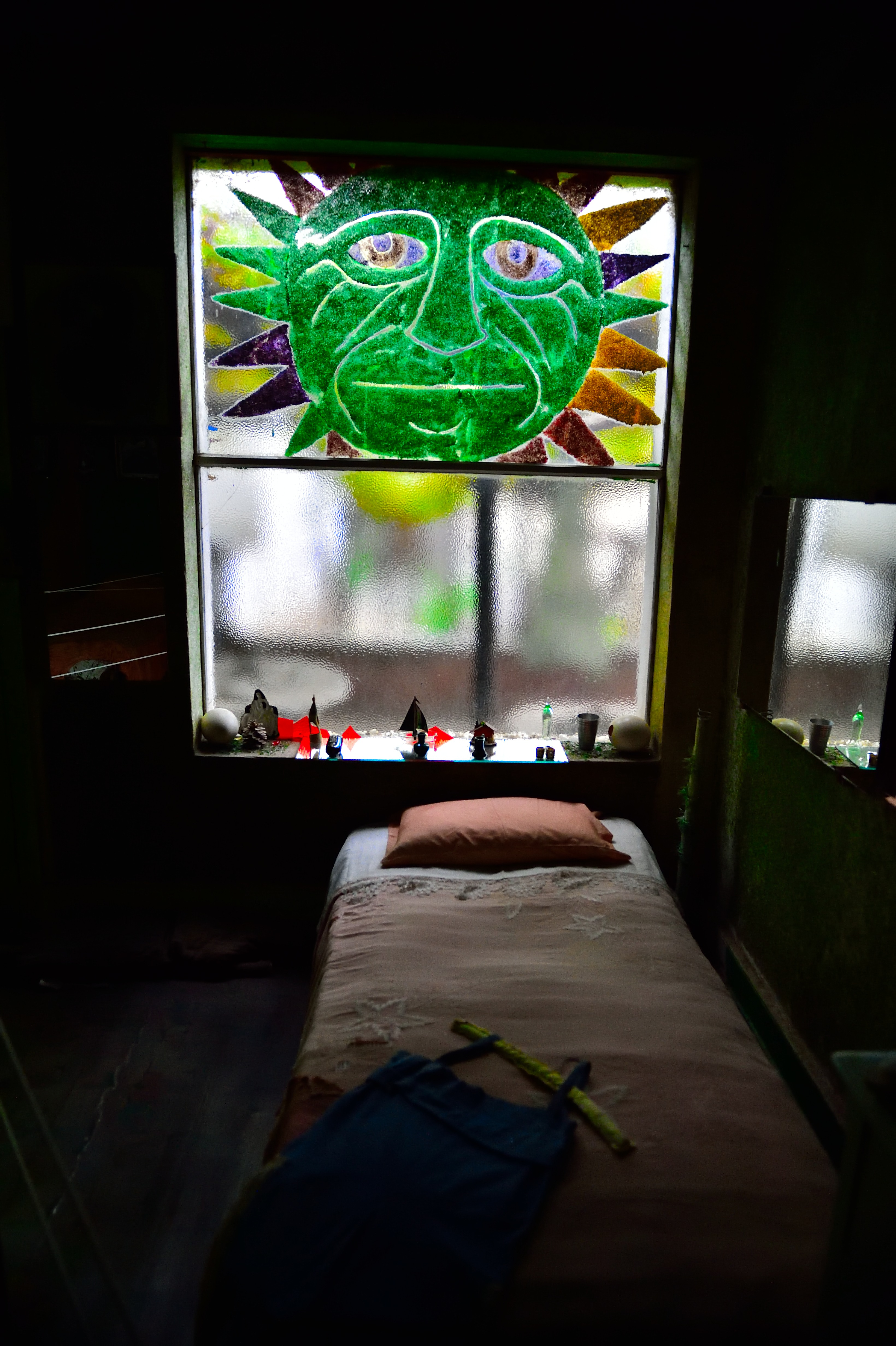
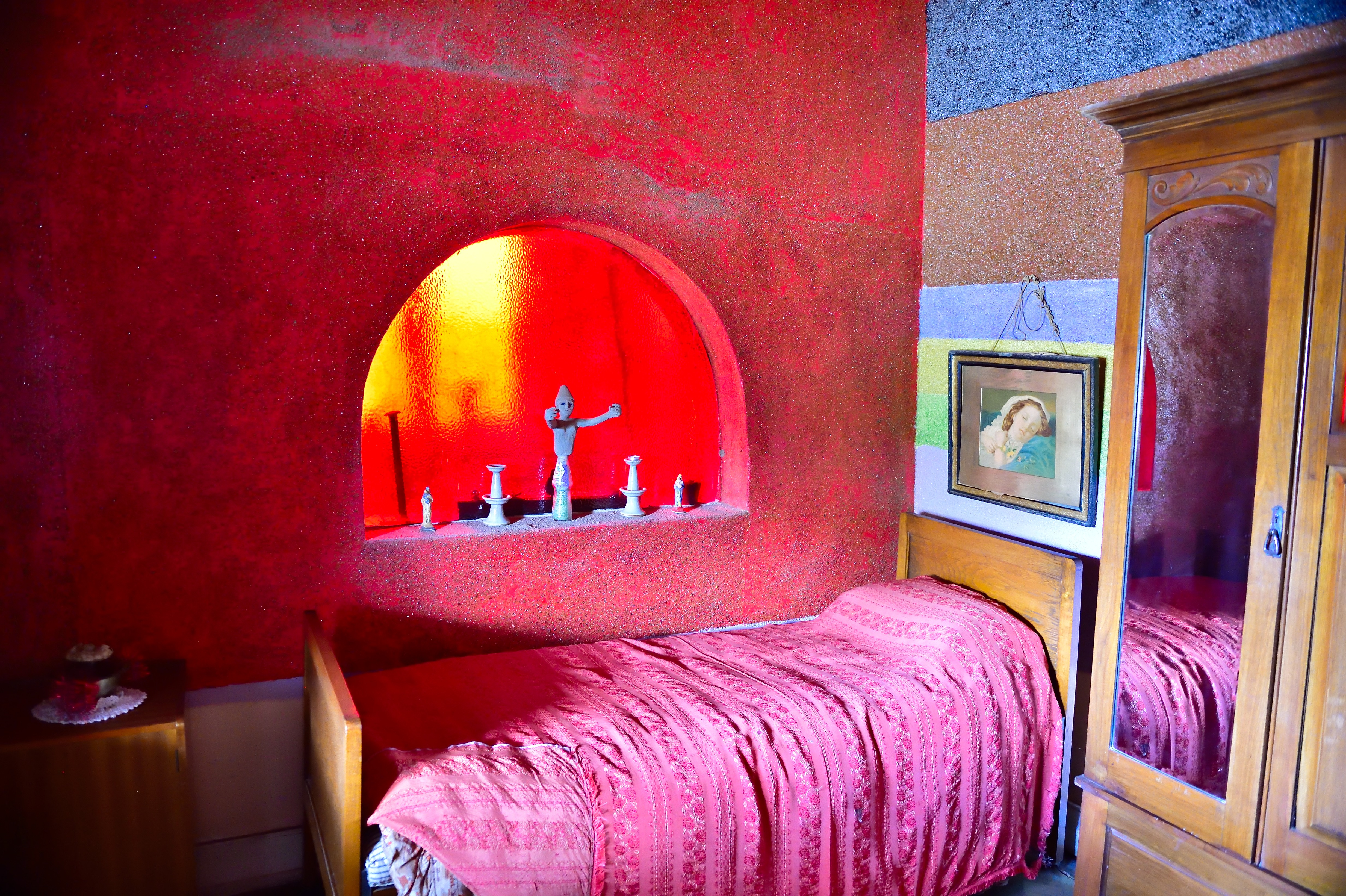
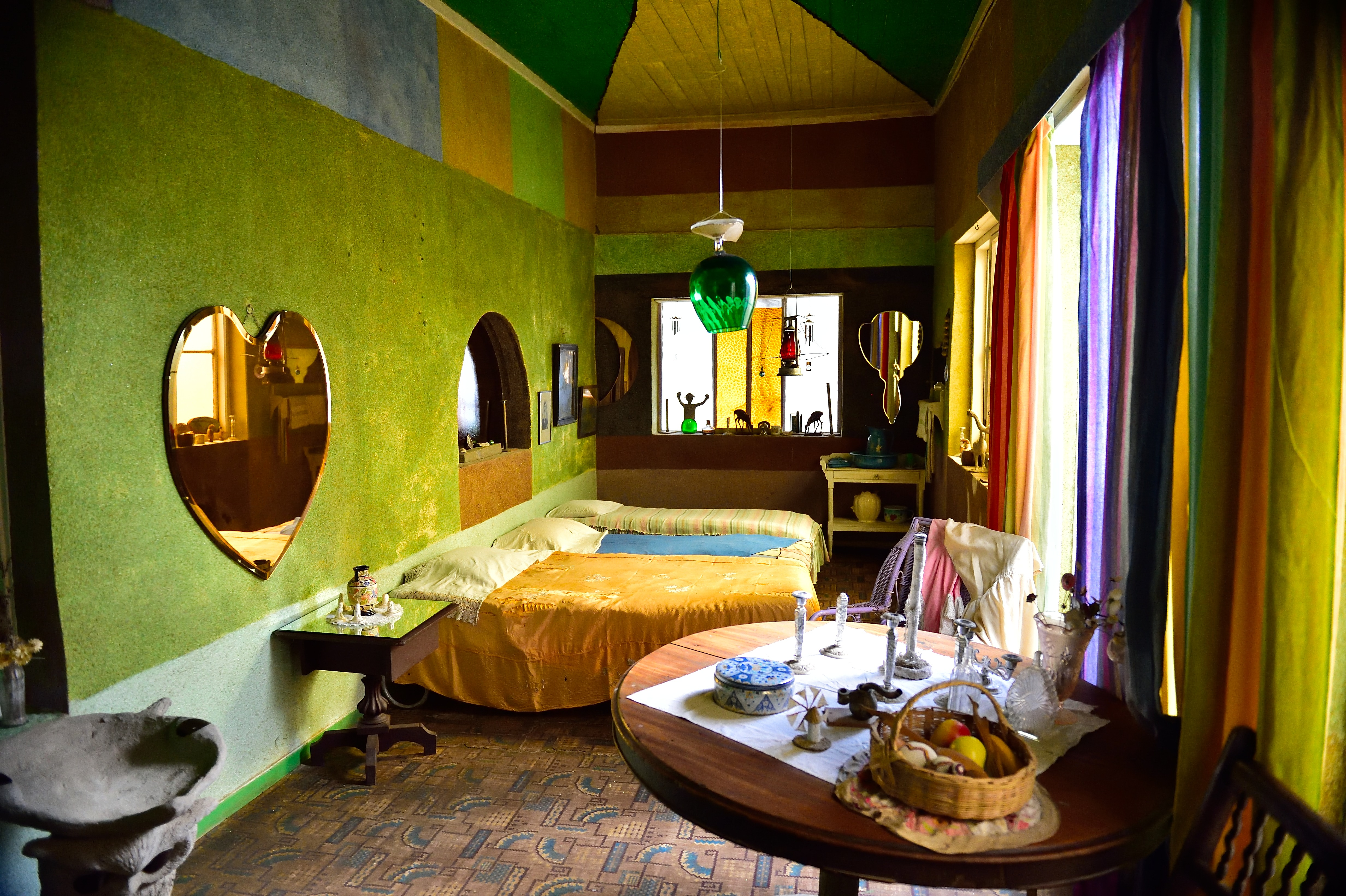
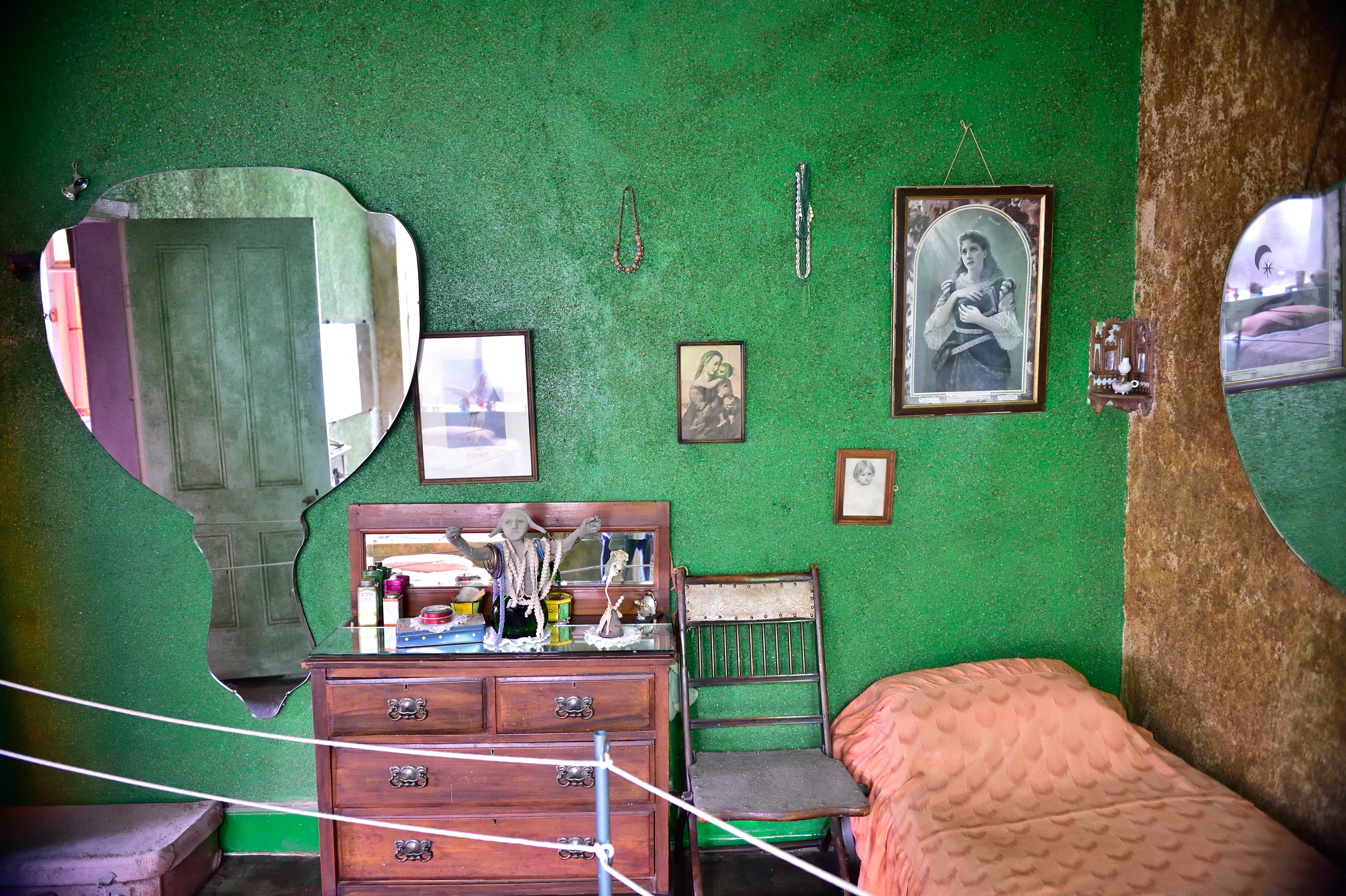

Das Innere des Owl House ist geprägt von Martins Beschäftigung mit Licht und Reflexionen. Zwischen 1945 und 1976 experimentierte sie mit verschiedenen Materialien, um Licht und Farbe in das Haus zu bringen. Die Wände und Decken sind verputzt mit zerstoßenem Glas in verschiedenen Farben, das bei Lichteinfall glitzert. Martins schuf daraus kunstvolle Muster, die in Bänder aus heller Farbe eingebettet sind. Kerzen, Lampen, mit farbigem Glas versehene Fenster und Spiegel schaffen weitere Effekte. Die Spiegel ließ Martins in Form von Sonne, Mond und Sternen anfertigen. Daneben finden sich eine Vielzahl von Gegenständen und Bildern, die für sie eine symbolische Bedeutung hatten, wie Eulen, Meerjungfrauen und die Mona Lisa.
An zwei Seiten des Hauses grenzt ein halbes Acre großer Skulpturengarten, der von Martins so genannte „Camel Yard“, in dem Motive aus dem Inneren des Hauses, vor allem Eulen und Meerjungfrauen, aufgegriffen sind. Martins Inspiration stammte sowohl aus der christlichen als auch östlichen Kultur und ist von Motiven der Bibel, William Blakes Werk und Omar Chayyāms Schriften geprägt. Neben Fabelwesen, Kirchen, Pyramiden und menschlichen Figuren finden sich die von Helen Martins bevorzugten Darstellungen von Eulen und Kamelen. Einen großen Raum nimmt eine Prozession von Schafhirten und Weisen ein, die Richtung Mekka gewandt aufgestellt sind.

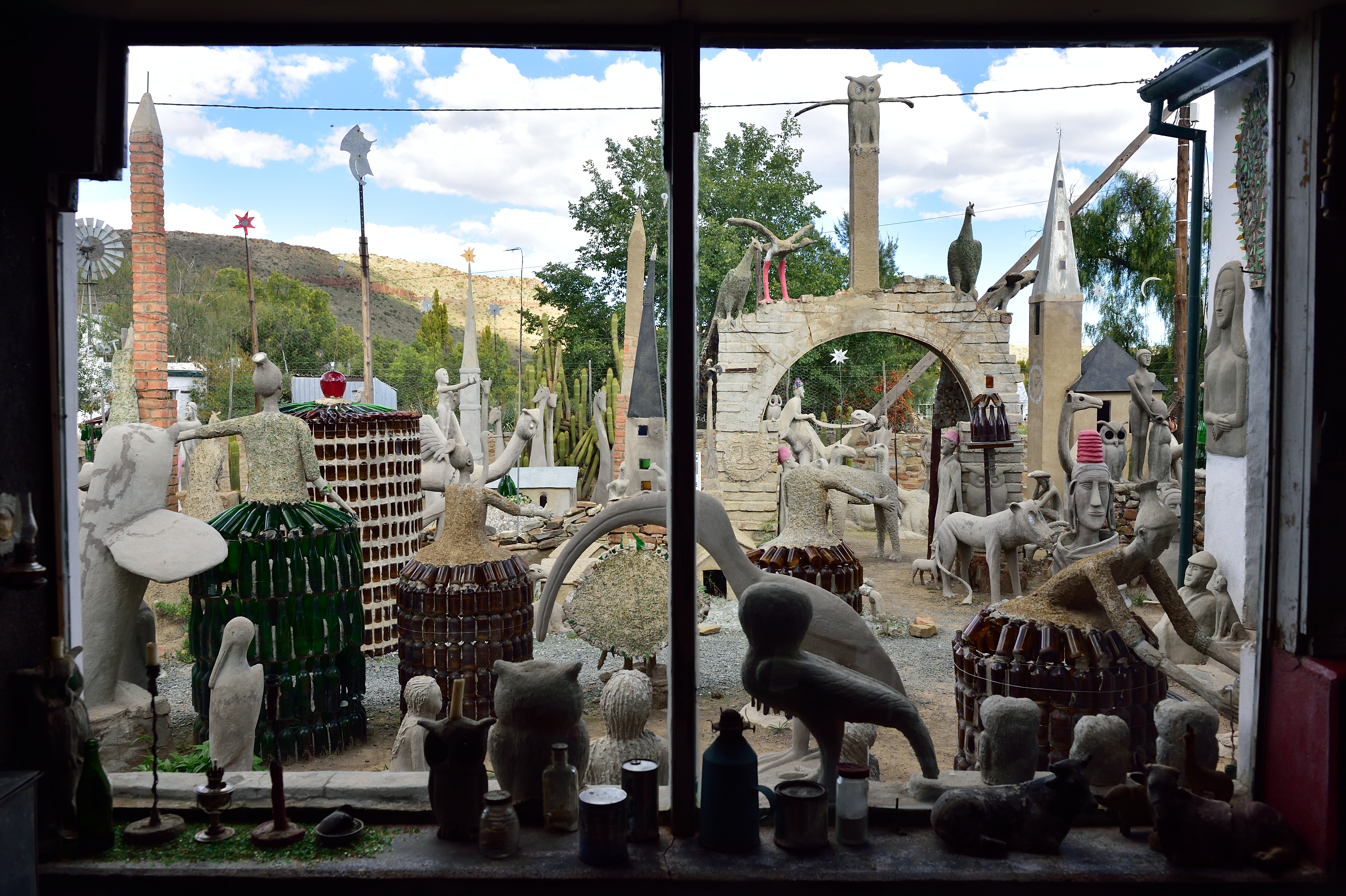
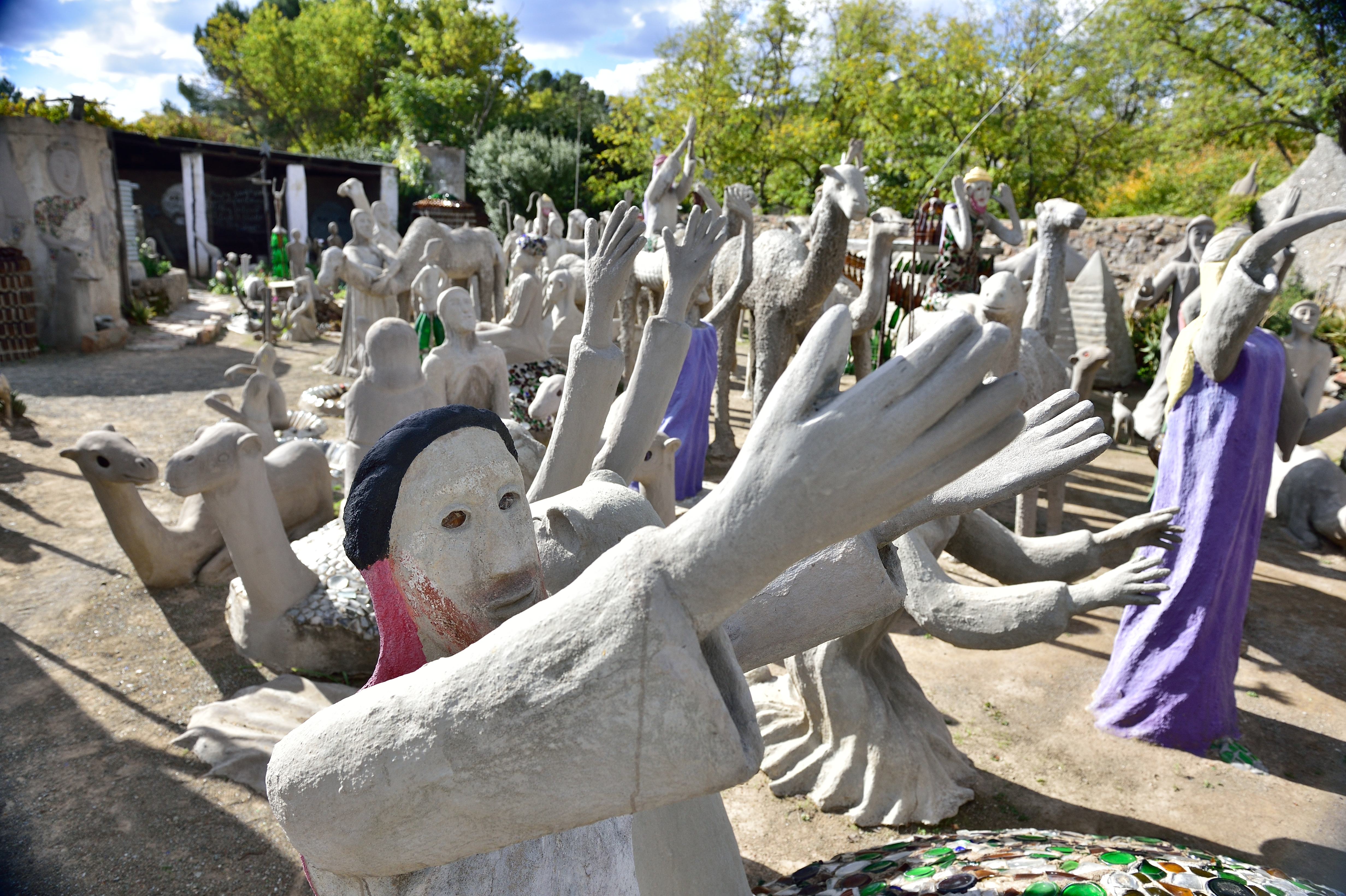
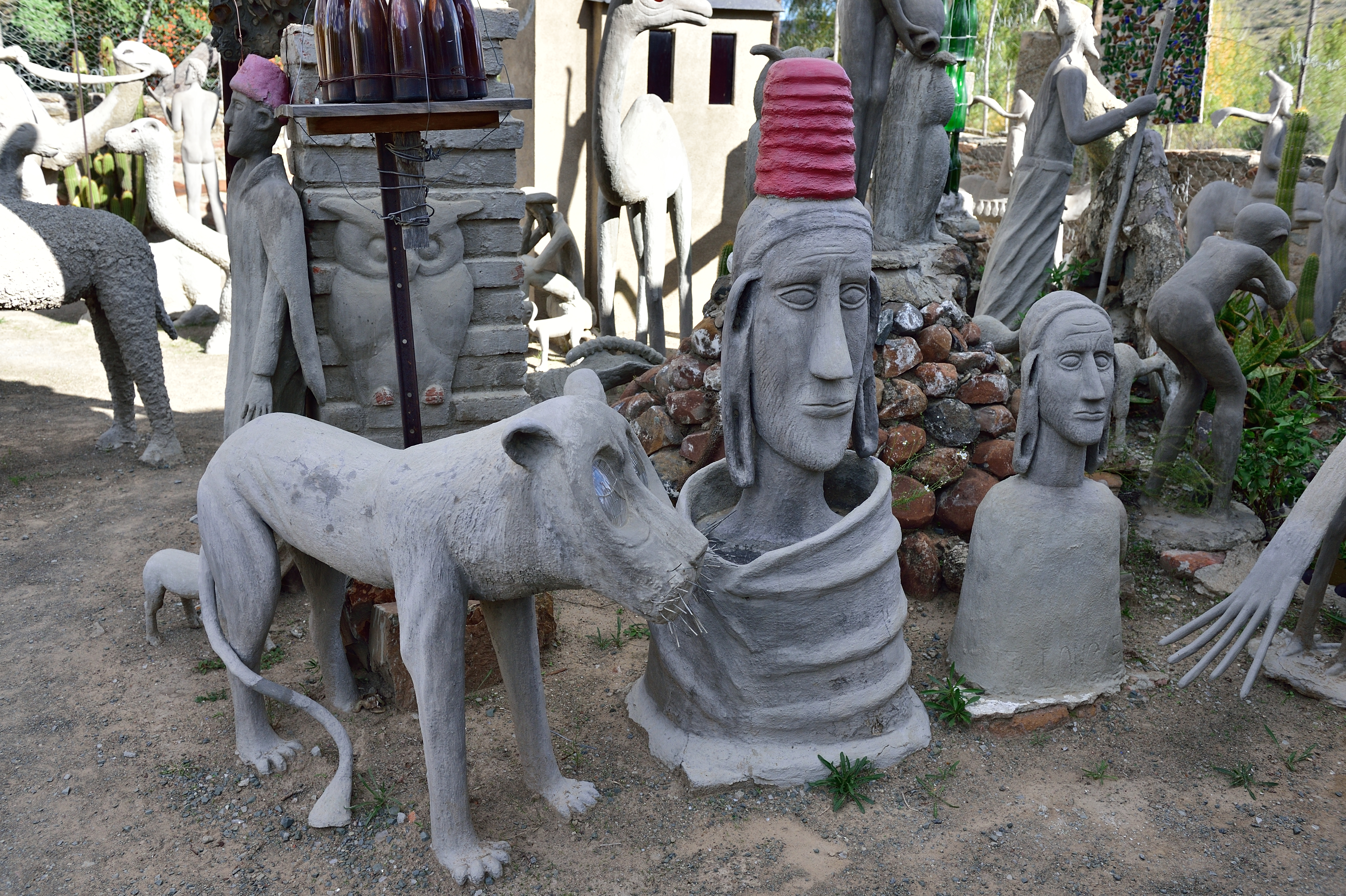
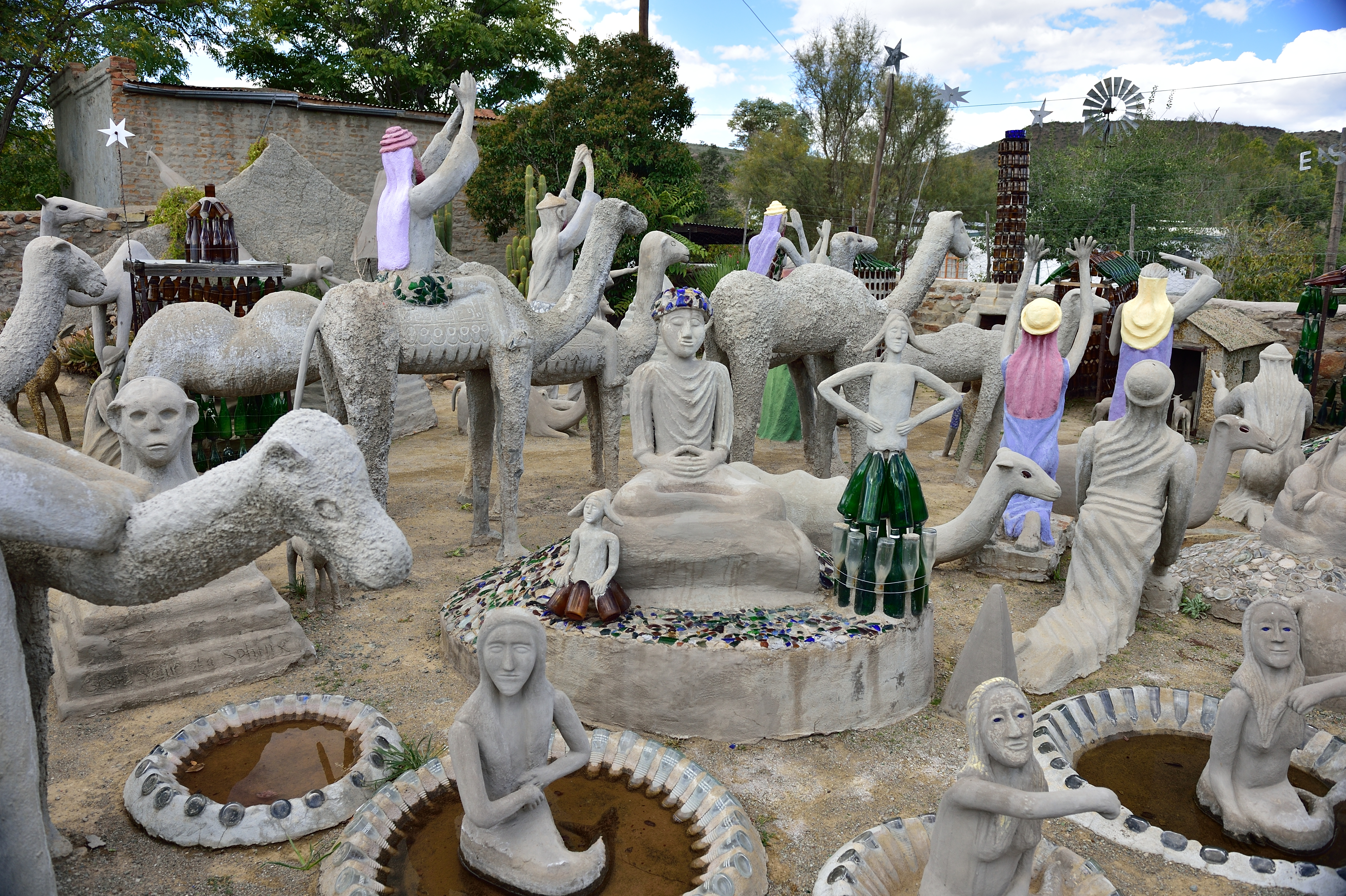
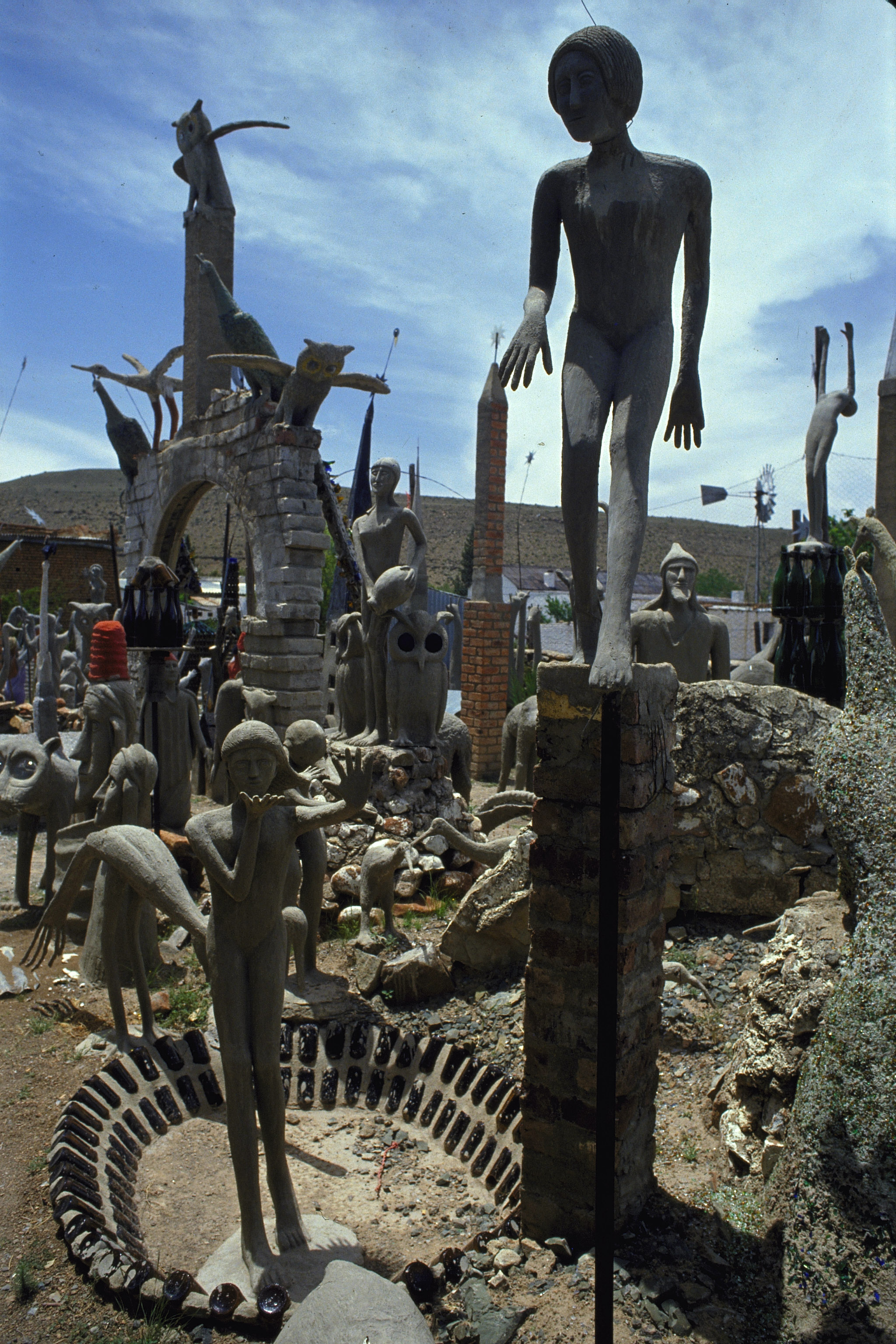
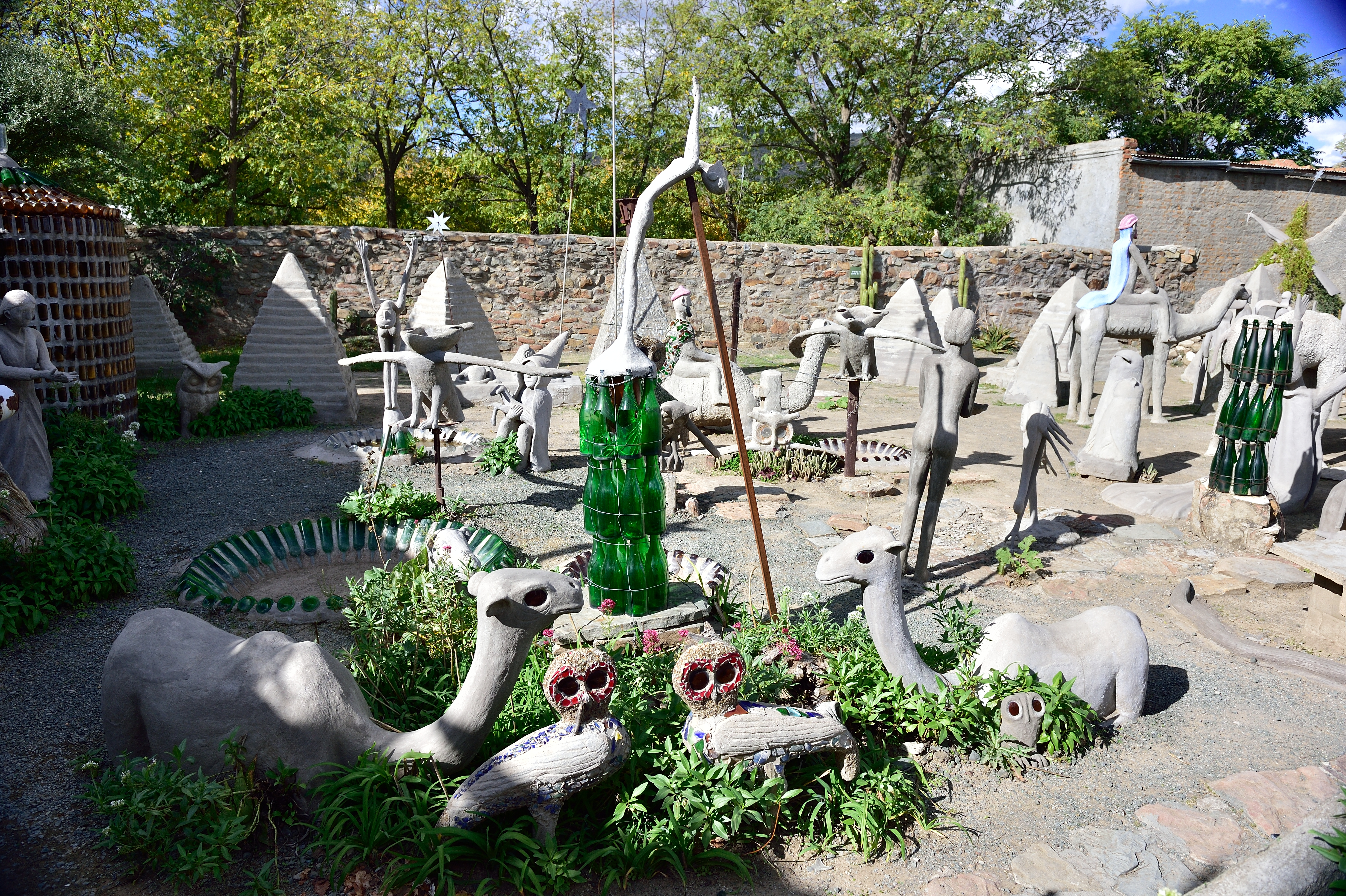